# Sisyropa
Sisyropa – rodzaj muchówek z rodziny rączycowatych (Tachinidae).

## Gatunki
- S. alypiae Sellers, 1943[2]
- S. eudryae (Townsend, 1892)[2]
- S. formosa Mesnil, 1944[1]
- S. heterusiae (Coquillett, 1899)[1]
- S. picta (Baranov, 1935)[1]
- S. prominens (Walker, 1859)[1]
- S. stylata (Townsend, 1933)[1]
- S. thermophila (Wiedemann, 1830)[1]